# 贾夫夫拉巴德
贾夫夫拉巴德（Jaffrabad），是印度德里North East县的一个城镇。总人口57460（2001年）。

## 人口
该地2001年总人口57460人，其中男性30616人，女性26844人；0—6岁人口9308人，其中男4829人，女4479人；识字率61.95%，其中男性为67.00%，女性为56.18%。